# L'aventure vient de la mer
Pour plus de détails, voir Fiche technique et Distribution.
L'aventure vient de la mer (titre original : Frenchman's Creek) est un film américain réalisé par Mitchell Leisen, sorti en 1944.
Il s'agit d'une adaptation du roman de Daphné du Maurier Frenchman's Creek publié en 1941 et traduit en français sous le titre L'Aventure vient de la mer ou la Crique du Français.

## Synopsis
Au XVIIe siècle, Dona St. Columb, belle dame de la cour, a tout pour plaire comprenant la richesse, la noblesse et ses enfants mais son mariage reste sans amour. Après des années de mauvais traitements royaux, elle se retire avec ses biens les plus précieux, ses deux enfants, dans un manoir isolé dans les Cornouailles. Une fois là-bas, elle est fascinée par les histoires qui courent sur un scélérat, qui a pillé les villages côtiers voisins. Animée par un sentiment d'aventures, elle se met à sa recherche et ne tarde pas à le trouver. Elle découvre alors qu'il est un gentleman tout à fait irrésistible. Elle est bientôt prise dans ses bras et s'embarque avec lui dans une aventure en mer où elle risque sa vie pour protéger ses enfants d'un père vengeur. Ce dernier cherche en effet à les récupérer.

## Fiche technique
- Titre : L'aventure vient de la mer
- Titre original : Frenchman's Creek
- Réalisation : Mitchell Leisen
- Scénario : Talbot Jennings d'après le roman de Daphne du Maurier
- Photographie : George Barnes et Charles Lang (non crédité)
- Montage : Alma Macrorie
- Musique : Victor Young
- Direction artistique : Hans Dreier et Ernst Fegté
- Décors : Sam Comer
- Costumes : Raoul Pène Du Bois et Mitchell Leisen (non crédité)
- Effets visuels : Farciot Edouart et Gordon Jennings
- Producteurs : Buddy DeSylva et David Lewis producteur associé
- Société de production  : Paramount Pictures
- Société de distribution : Paramount Pictures
- Pays d'origine : États-Unis
- Format : Couleur (Technicolor)- 35 mm - 1,37:1 - Son : mono
- Genre : Film d'aventures maritime
- Durée : 110 minutes (1 h 50)
- Dates de sortie : 
  -  États-Unis : 20 septembre 1944
  -  France : 19 décembre 1947
- Affiche : Boris Grinsson (France)

## Distribution
- Joan Fontaine : Dona St. Columb
- Arturo de Córdova : Jean Benoit Aubrey
- Basil Rathbone : Lord Rockingham
- Nigel Bruce : Lord Godolphin
- Cecil Kellaway : William
- Ralph Forbes : Harry St. Columb
- Moyna MacGill : Lady Godolphin
- Patricia Barker : Henrietta
- David James : James
- Harald Maresch : Edmond
- Charles Coleman (non crédité) : Thomas